# Lukovištia
Lukovištia és un poble i municipi d'Eslovàquia. Es troba a la regió de Banská Bystrica.

## Història
La primera menció escrita de la vila es remunta al 1407.

## Demografia
| Godina             | 1994 | 2004    | 2014   | 2024   |
| ------------------ | ---- | ------- | ------ | ------ |
| Nombre de persones | 224  | 194     | 202    | 197    |
| Diferència         |      | −13,39% | +4,12% | −2,47% |

| Godina             | 2023 | 2024   |
| ------------------ | ---- | ------ |
| Nombre de persones | 193  | 197    |
| Diferència         |      | +2,07% |